# Liste der afghanischen Botschafter in Italien
Der afghanische Botschafter residiert seit 1929 in der Via Nomentana 120, Rom.
| Ernannt / Akkreditiert | Name                    | Bemerkungen                                                                                              | ernannt während der Regierung von | akkreditiert während der Regierung | Posten verlassen |
| ---------------------- | ----------------------- | --- | --------------------------------- | ---------------------------------- | ---------------- |
| 1921                   | Sardar Schir Ahmad      | | Amanullah Khan                    | Ivanoe Bonomi                      |                  |
| Nov. 1921              | Sardar Azimullah        | | Amanullah Khan                    | Benito Mussolini                   | Sep. 1922        |
| 1926                   | Abdul Aziz Khan Aziz    | Muhammad Shah Khan und sein Bruder Abdul Aziz Khan wurden als Herrscher über Lalpura eingesetzt.         | Amanullah Khan                    | Benito Mussolini                   |                  |
| 1927                   | Ali Muhammad Khan       | | Amanullah Khan                    | Benito Mussolini                   |                  |
| 1928                   | Sayyid Qasim            | Sohn von Ahmad Shah Kahan Kabuli Sayyid, Schwiegersohn von Mahmud Tarzi, heiratete dessen Tochter Aziza. | Amanullah Khan                    | Benito Mussolini                   |                  |
| 1930                   | Abdul Husain Aziz       | | Mohammed Nadir Schah              | Benito Mussolini                   |                  |
| 1932                   | Muhammad Naim Khan      | | Mohammed Nadir Schah              | Benito Mussolini                   |                  |
| 1935                   | Muhammad Akbar Khan     | | Mohammed Sahir Schah              | Benito Mussolini                   |                  |
| 1936                   | Abdul Samad Khan        | Gesandter                                                                                                | Mohammed Sahir Schah              | Benito Mussolini                   | 1942             |
| 1946                   | Muhammad Akram Nur      | | Mohammed Sahir Schah              | Ferruccio Parri                    | 1947             |
| 1952                   | Ghulam Muhammad Shirzad | | Mohammed Sahir Schah              | Ferruccio Parri                    |                  |
| 1963                   | Muhammad Kabir          | (* 4. Oktober 1895)                                                                                      | Mohammed Sahir Schah              | Giovanni Leone                     |                  |
| 1969                   | Abdul Zahir             | | Mohammed Sahir Schah              | Giovanni Leone                     |                  |
| 1972                   | Nur Ahmad Etemadi       | | Mohammed Sahir Schah              | Giulio Andreotti                   |                  |
| 1974                   | Sayyid Masud Pohanyar   | Said Masud Pohanyar                                                                                      | Mohammed Sahir Schah              | Aldo Moro                          |                  |
| 22. Nov. 2002          | Mustafa Zaher           | Ambasciatore Straordinario e Plenipotenziario, ein Mitglied der Königsfamilie                            | Hamid Karzai                      | Silvio Berlusconi                  |                  |
| 2006                   | Mohammad Musa Maroofi   | (* 1943 in Kabul)                                                                                        | Hamid Karzai                      | Romano Prodi                       |                  |